# Pfaffenhofen an der Glonn
Pfaffenhofen an der Glonn là một đô thị ở huyện Dachau bang Bayern nước Đức. Đô thị Pfaffenhofen an der Glonn có diện tích 20,9 km², dân số thời điểm ngày 31 tháng 12 năm 2006 là 1772 người.

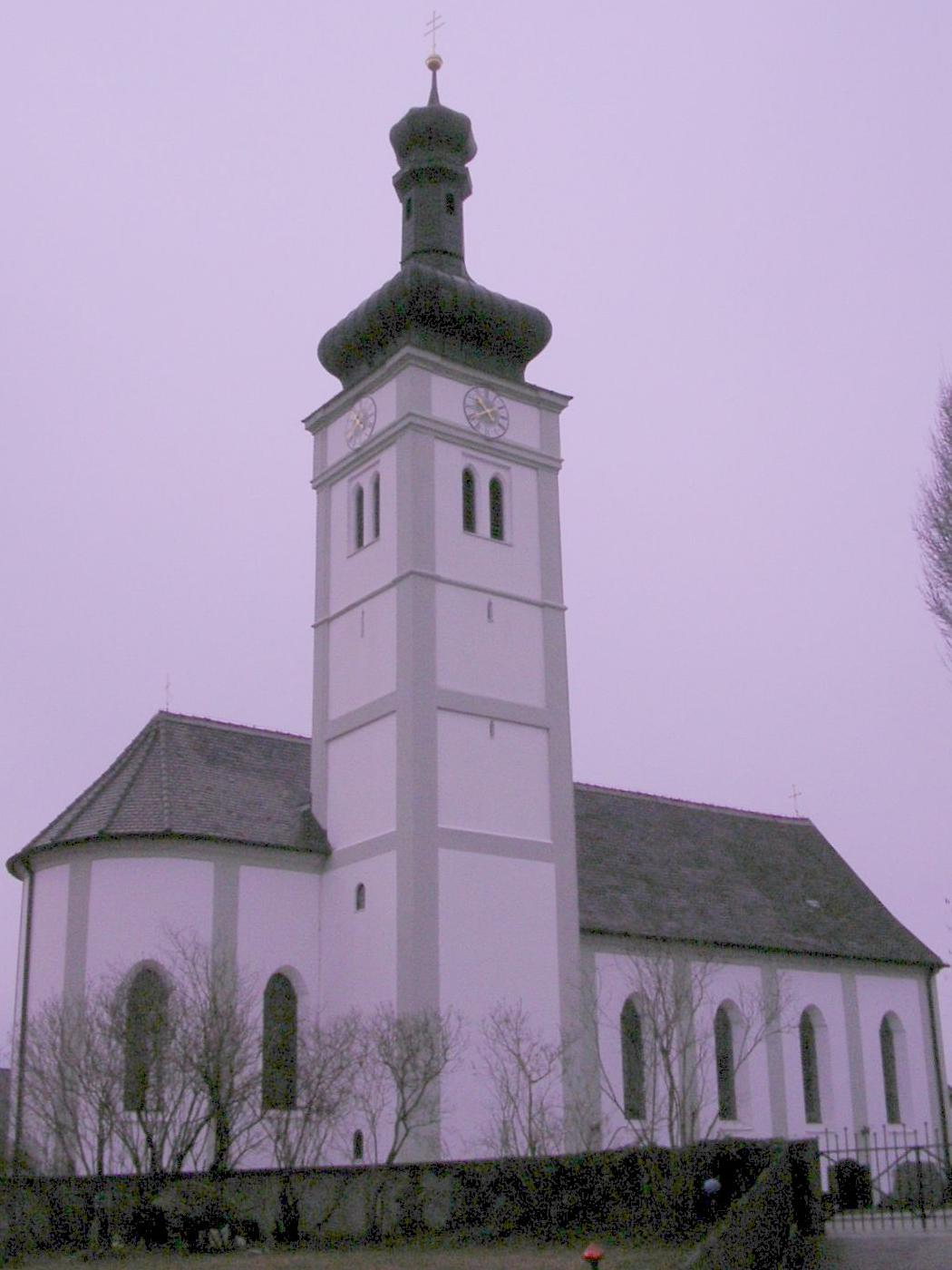
St. Michael